# Sydenham Teast Edwards
Pour les articles homonymes, voir Edwards.
Sydenham Teast Edwards (né en 1768 à Usk, Monmouthshire, mort le 8 février 1819 à Queen's Elms, Brompton)  est un botaniste et illustrateur botanique britannique.

## Biographie
Il est baptisé le 5 août 1768 à Usk, dans le pays de Galles. Son talent pour copier des illustrations de l'ouvrage de William Curtis, Flora Londinensis est remarqué et Curtis le fait venir à Londres en 1786, où il se forme et illustre les publications de Curtis. Il signe des illustrations dans le Curtis's Botanical Magazine dès 1788. Il contribue aussi à la Flora Londinensis et au New Botanic Garden. Il quitte le Curtis's Botanical Magazine pour créer son propre magazine, Botanists' Register en 1815. Il meurt 8 février 1819, à son domicile de Queen's Elms, près de Brompton, et est enterré à l'église de Chelsea dont il est paroissien.